# Peter Marburger
Peter Marburger (* 18. Februar 1940 in Laasphe; † 22. März 2018) war ein deutscher Rechtswissenschaftler und Hochschullehrer an der Universität Trier.

## Leben und Wirken
Marburger nahm 1959 an der Universität Marburg das Studium der Rechtswissenschaften auf, das er dann an der Universität Köln fortsetzte. In Köln legte er 1964 sein Erstes Juristisches Staatsexamen ab. Anschließend wurde er wissenschaftlicher Mitarbeiter am Kölner Lehrstuhl von Bernhard Rehfeldt und leistete parallel dazu sein Referendariat ab. 1968 legte Marburger sein Zweites Staatsexamen ab. Ein Jahr später wurde er von der Universität Köln mit der von Rehfeldt betreuten schuldrechtlichen Arbeit Das kausale Schuldanerkenntnis als einseitiger Feststellungsvertrag zum Dr. iur. promoviert. In der Folge war Marburger für kurze Zeit als Richter am Landgericht Köln tätig, bevor er als wissenschaftlicher Assistent von Uwe Diederichsen an die Universität Köln zurückkehrte. Noch 1970 folgte er Diederichsen an die Universität Göttingen. Dort habilitierte Marburger sich 1978. Noch im selben Jahr folgte er dem Ruf der Universität Trier auf den  Lehrstuhl für Bürgerliches Recht, Handels- und Wirtschaftsrecht sowie Zivilprozessrecht. Diesen hatte er bis zu seiner Emeritierung 2005 inne.
Marburger forschte im Rahmen und in Bezug auf die Themen seines Lehrstuhls vor allem zum Umwelt-, Atom- und Technikrecht. Sein Engagement in diesem Gebiet gipfelte 1989 in der Gründung des  Instituts für Umwelt- und Technikrecht an der Universität Trier, als dessen Direktor Marburger noch bis 2011 diente. Außerdem kommentierte er im Großkommentar Staudinger.

## Schriften (Auswahl)
- Das kausale Schuldanerkenntnis als einseitiger Feststellungsvertrag. De Gruyter, Berlin 1971 (Dissertation).
- Die Regeln der Technik im Recht. Heymann, Köln 1979, ISBN 978-3-452-18539-6 (Habilitationsschrift).
- Atomrechtliche Schadensvorsorge: Möglichkeiten und Grenzen einer normativen Konkretisierung. 2. Auflage. Heymann, Köln 1985, ISBN 978-3-452-20324-3.
- Wissenschaftlich-technischer Sachverstand und richterliche Entscheidung im Zivilprozess. C.F. Müller, Heidelberg 1986, ISBN 978-3-8114-5386-9.
- Massenstromwerte und Anlagenbegriff der TA Luft. von Decker, Heidelberg 1993, ISBN 978-3-7685-2393-6.
- Klausurenkurs BGB – Allgemeiner Teil: Fälle und Lösungen nach höchstrichterlichen Entscheidungen. 8. Auflage. C.F. Müller, Heidelberg 2004, ISBN 978-3-8114-1669-7.
- mit Holger Sutschet: 20 Probleme aus dem Schuldrecht, allgemeiner Teil. 7. Auflage. Luchterhand, Neuwied 2006, ISBN 978-3-472-06649-1.